# Квинси (Калифорнија)
Квинси (енгл. Quincy) насељено је место без административног статуса у америчкој савезној држави Калифорнија.

## Демографија
По попису из 2010. године број становника је 1.728, што је 151 (-8,0%) становника мање него 2000. године.
| Група             | 2000.         | 2010.         |
| Белци             | 1.665 (88,6%) | 1.441 (83,4%) |
| Афроамериканци    | 29 (1,5%)     | 37 (2,1%)     |
| Азијати           | 14 (0,7%)     | 19 (1,1%)     |
| Хиспаноамериканци | 90 (4,8%)     | 132 (7,6%)    |
| Укупно            | 1.879         | 1.728         |